# 6041 Juterkilian
6041 Juterkilian è un asteroide areosecante. Scoperto nel 1990, presenta un'orbita caratterizzata da un semiasse maggiore pari a 2,4446567 UA e da un'eccentricità di 0,3269107, inclinata di 9,88752° rispetto all'eclittica.
L'asteroide è dedicato all'architetto svedese Klas Juter e all'artista polacca Danuta Kilian.